# Sormidomorpha unicolor
Sormidomorpha unicolor är en skalbaggsart som beskrevs av Aurivillius 1920. Sormidomorpha unicolor ingår i släktet Sormidomorpha och familjen långhorningar. Inga underarter finns listade i Catalogue of Life.